# S.T. 듀퐁
S.T. 듀퐁(프랑스어: S.T. Dupont)은 1872년 설립된 프랑스의 명품 브랜드이다. 

## 내용
나폴레옹 3세 황제의 프랑스 황실 사진사 출신 시몽 티소 듀퐁(Simon Tissot Dupont)이 황실을 위한 보석함을 만든 것을 시초로 황제, 황후, 정치인들 사이에서 듀퐁 라이터 사용이 유행이 되자 이목을 끌으며 명성을 가졌다. 설립 초기 가죽 장인들을 모아 판사, 외교관, 정치인을 대상으로 가죽 제품을 만들었다. 이후 시몽 티소 듀퐁의 아들이 루시앙(Lucian Tissot Dupont)과 앙드레(Andre Tissot Dupont)와 럭셔리 라이터를 만들면서 유명해졌다. 세계에서 가장 비싼 라이터가 출시되며, 듀퐁 브랜드가 널리 알려지게 되었다. 1973년 세계 최초의 럭셔리 볼펜을 론칭, 이후 만년필, 수성펜 등을 출시해서 고급 필기구의 라인업도 갖추었다.

## 주요 제품
- 의류(라이센스;듀퐁클래식): 드레스 셔츠, 언더웨어, 넥타이 등
- 향수(라이센스;듀퐁파리): 남성용 향수, 여성용 향수 등
- 필기구 및 라이터(직수입;듀퐁파리): 만년필, 수성펜, 볼펜, USB 메모리가 내장된 만년필 (네오 클래식 프레지던트), 라이터 등
- 피혁(직수입;듀퐁파리): 가방,지갑, 벨트 및 가죽 제품 등
- 악세사리(라이센스:듀퐁파리): 안경, 커프스 링크, 넥타이 핀 등의 주얼리 제품 등

## 제휴 상품
- 휴대폰: 대한민국 팬택과 제휴하여 듀퐁폰을 출시하였다.

## 대중 매체
- 영화 《007》에서 제임스 본드가 사용하는 공식 라이터로 나온다.

- 영화 《신세계》에서 이자성이 사용하는 공식 라이터로 나온다.

- 드라마 《펜트하우스》에서 정치인 이규진이 사용하는 공식 라이터로 나온다. 젊은 비서가 정치인에게 라이터를 붙여준다.